# Fatemeh Shams

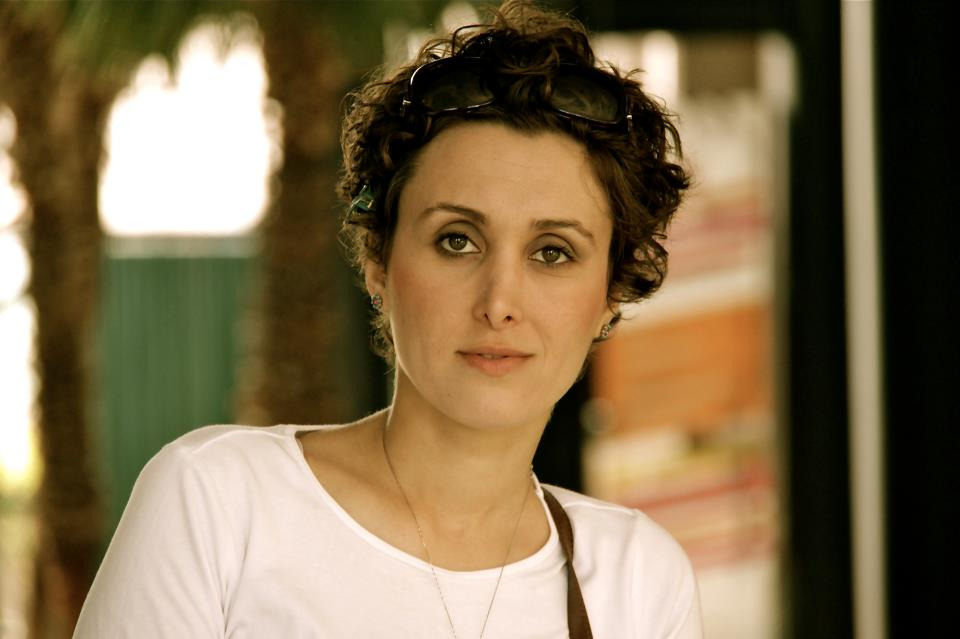
Fatemeh Shams

Fatemeh Shams, ook wel bekend als Shahrzad F. Shams (Perzisch: فاطمه شمس) is een Perzische dichter, vertaler, literatuurwetenschapper, en docent Perzische literatuur aan de Universiteit van Pennsylvania in Philadelphia. Ze doceerde ook Perzische literatuur en taal aan de universiteit van Oxford, het Courtauld Institute of Art, Somerset House en de School of Oriental and African Studies in Londen.
Shams is vooral bekend om haar gedichten en geschriften over politieke en sociaal-literaire kwesties in Iran. Haar gedichten zijn vertaald in het Engels, Duits, Arabisch en Koerdisch. Dick Davis en Nabaz Goran en Susan Bagheatani hebben haar werken vertaald in het Engels, Koerdisch en Duits.
Shams werd in 2012 uitgeroepen tot de beste jonge Perzische dichter door Jaleh Esfahani Poetry Foundation in Londen. In 2013 publiceerde ze haar bekende gedichtenbundel, 88. Haar tweede bundel verscheen in 2015 in Londen, en was getiteld "Writing in the Mist". Haar derde dichtbundel heet " When They Broke Down the Door ", die in 2016 de Latifeh Yarshater prijs ontving voor unieke en baanbrekende ontwikkelingen in de vorm van Ghazal.
Shams is lid van het London Middle East Institute, University of SOAS, Middle East Centre aan de University of Pennsylvania en assistent-professor moderne Perzische literatuur aan de University of Pennsylvania. In haar boek A Revolution in Rhyme: Poetic Co-Option Under Islamic Republic, gepubliceerd in 2021, onderzoekt ze poëtische legitimiteit en de rol van poëzie in de politieke ideologie van de Islamitische Republiek.

## Jeugd, studie en leven in ballingschap
Shams werd in 1983 geboren in Mashhad. Op 14-jarige leeftijd begon ze poëzie te schrijven, onder invloed van dichters als Simin Behbahani, Mehdi Akhavan-Sales en Esmail Khoi. In 2000 won ze de zilveren medaille op de nationale olympiade voor de literatuur. Een jaar later verhuisde ze naar Teheran om haar studies op het gebied van Perzische literatuur en sociologie aan de Universiteit van Teheran te volgen.
In 2006 verhuisde Fatemeh naar Londen. Aldaar behaalde ze haar diploma op het gebied van 'Muslim Civilisation' aan de Aga Khan University. Vervolgens verhuisde ze naar Oxford, waar ze aan het Oriental Institute van de Oxford University haar doctoraat op het gebied van Iraanse studies afrondde. Ze doceerde er ook Perzische taal en literatuur, en publiceerde er haar eerste gedichten in het Engels.
Sinds 2009 en als gevolg van de controversiële Iraanse presidentsverkiezingen werd ze na de arrestatie van haar directe familieleden (haar zus en ex-man) door de Iraanse autoriteiten gedwongen om in ballingschap te leven. Het leven in ballingschap, migratie, politiek, oorlog, menselijke relaties, genderkwesties en sociaal-politieke taboes behoren tot de meest leidende thema's in haar werk.
Als gevolg van deze gebeurtenis moest ze van haar man scheiden. Ze is gevestigd in Philadelphia, Pennsylvania.

## Carrière
Shams studeerde sociologie aan de Universiteit van Teheran. In 2006 migreerde ze naar Engeland, waar ze als onderzoeker ging werken aan het Institute for the AKU-ISMC. Twee jaar later trad ze toe tot de Universiteit van Oxford als Clarendon Scholar. Aldaar behaalde Shams in 2015 haar doctoraat op het gebied van Oosterse Studies. In 2015 studeerde ze af met een DPhil in Oriental Studies.
De focus van haar onderzoek ligt op het snijvlak van samenleving, macht en literatuur. Haar eerste monografie getiteld A Revolution in Rhyme: Poetic Co-option Under the Islamic Republic (2020) richt zich op dit onderwerp. Ze schrijft ook essays over de relatie tussen poëzie en macht en de sociale geschiedenis van de Perzische literatuur in Iran. De afgelopen jaren richtte ze zich in haar onderzoekingen met name tot de geschiedenis van culturele organisaties in de periode na de revolutie en de rol van de staat in de literaire productie.
Voor haar poëzie ontving ze kritieken van gerenommeerde literaire geleerden, waaronder Ahmad Karimi-Hakkak, die de hoofdspreker was bij de lancering van haar poëzieboek aan de School of Oriental and African Studies (SOAS). In 2019 leverde ze een bijdrage aan A New Divan: A Lyrical Dialogue Between East and West.

## Interviews
- Poëzie en politiek in Iran
- Interview over 88 gedichtenverzameling
- Poëzie van verzet en vrouwelijke dichters in Iran